# Parauchenoglanis
Genre
Parauchenoglanis est un genre de poisson-chat de la famille des Claroteidae.

## Liste des espèces
Selon FishBase (29 octobre 2017) :
- Parauchenoglanis ahli (Holly, 1930)
- Parauchenoglanis altipinnis (Boulenger, 1911)
- Parauchenoglanis balayi (Sauvage, 1879)
- Parauchenoglanis buettikoferi (Popta, 1913)
- Parauchenoglanis longiceps (Boulenger, 1913)
- Parauchenoglanis monkei (Keilhack, 1910)
- Parauchenoglanis ngamensis (Boulenger, 1911)
- Parauchenoglanis pantherinus (Pellegrin, 1929)
- Parauchenoglanis punctatus (Boulenger, 1902)